# النجادي (حزم العدين)

تعديل مصدري - تعديل

النجادي هي إحدى قرى عزلة حقين بمديرية حزم العدين التابعة لمحافظة إب، بلغ تعداد سكانها 1065 نسمة حسب تعداد اليمن لعام 2004.